# وینتل
وینتل (به انگلیسی: Wintel)  رایانه‌هایی اطلاق می‌گردد که از پردازشگرهای اینتل یا ای‌ام‌دی با سیستم‌عامل مایکروسافت ویندوز بهره می‌گیرند.
در گذشته به این دستگاه‌ها رایانه‌های سازگار با آی‌بی‌ام اطلاق می‌گردید؛ اما در حال حاضر رایانه‌های سازگار با آی‌بی‌ام شامل دستگاه‌هایی که از سیستم‌عامل‌های دیگر مانند یونیکس، لینوکس، ویندوز استفاده می‌نمایند نیز می‌شود که گسترهٔ بیش‌تری را شامل میگردد.